# 穆特爾湖
47°37′3″N 9°40′10″E / 47.61750°N 9.66944°E

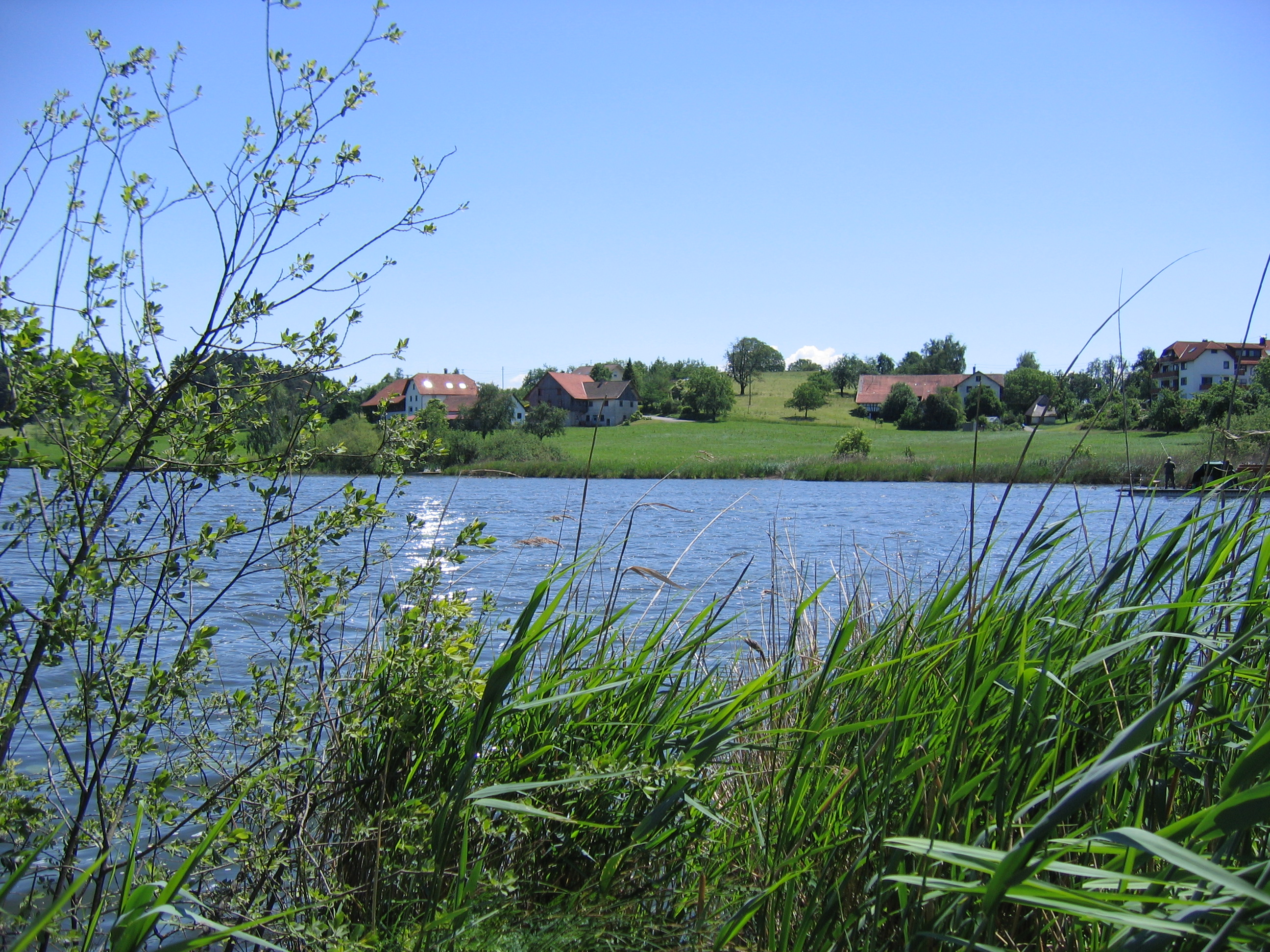

穆特爾湖（德語：Muttelsee），是德國的湖泊，位於該國西南部，由巴登-符騰堡州負責管轄，處於泰特南，面積0.08平方公里，海拔高度492米，平均水深3.4米，最大水深6.5米，水體容量27.5萬立方米。